# غرسنية أندامانية
غرسنية أندامانية (الاسم العلمي:Garcinia andamanica) هي نوع من النباتات تتبع جنس الغرسنية من فصيلة الكلوزية.